# William Barnes Wollen
William Barnes Wollen (Leipzig, 6 de octubre de 1857 - Londres, 28 de marzo de 1936) fue un pintor inglés de batallas, historia y eventos deportivos.
Nació en la ciudad prusiana de Leipzig en 1857, pero marchó con su familia a su originaria Inglaterra y asistió a la Escuela University College de Londres desde 1871 a 1873 y también a la Escuela de Bellas Artes Slade. A partir de 1879 a 1922 exhibió sus pinturas, entre otros lugares, en la Real Academia de Artes y en la Sociedad Nacional de Acuarela de Estados Unidos. Su primera pintura expuesta en la Real Academia se titulaba Football, aunque después inició una etapa de temas militares. Fue elegido miembro del Instituto Real de Acuarelistas en 1888.
En 1900 fue contratado por el nuevo semanario ilustrado The Sphere para trabajar como artista especial destinado en Sudáfrica para cubrir la segunda guerra bóer. Sus experiencias durante este conflicto militar se plasmaron en varios cuadros y en un relato corto para la revista Cassell's Magazine titulado «Navidad en el frente: Recuerdos de una Navidad en el río Modder» (1900-1901). Tiempo después dedicó varias pinturas de tema también castrense a la Primera Guerra Mundial.
William Barnes Wollen residió casi toda su vida en Londres, en los barrios de Camden Square y Bedford Park concretamente, y falleció en esa ciudad el 28 de marzo de 1936 a los 78 años.

## Galería

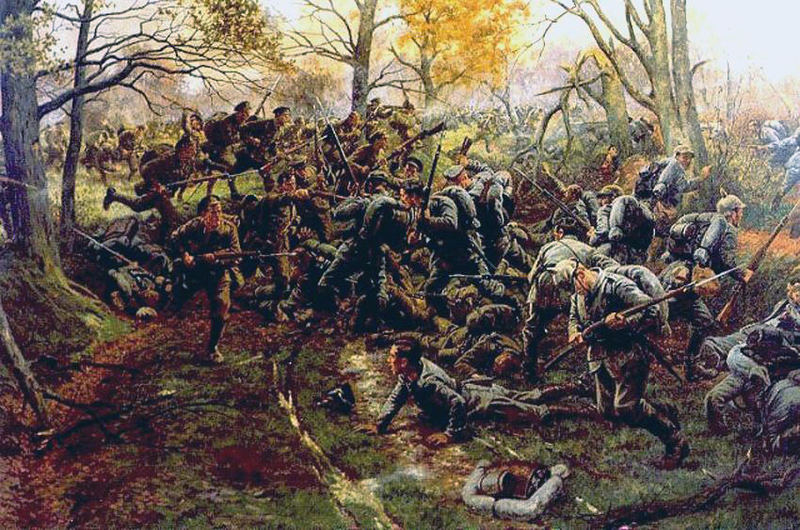
Derrota de la Guardia Prusiana, Ypres, 1914
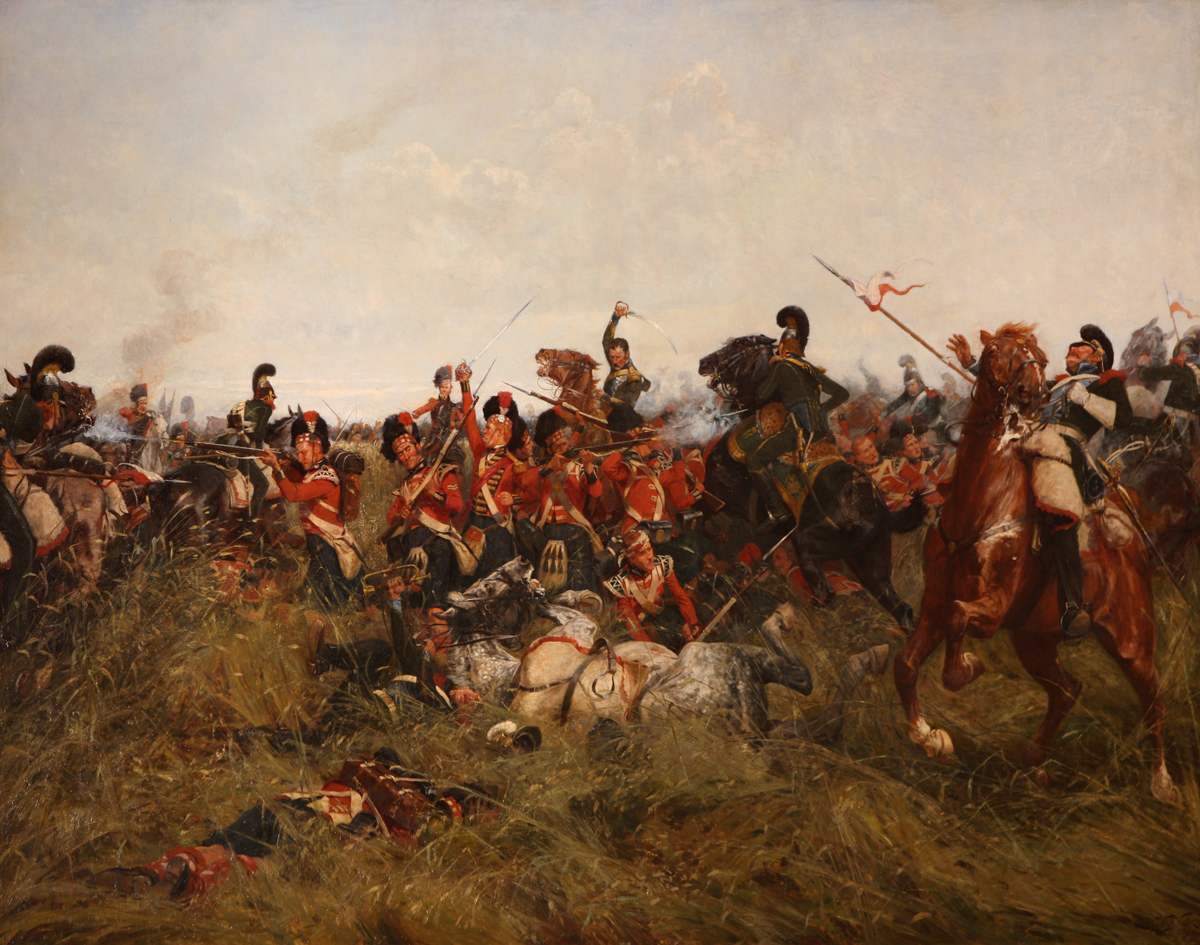
La Guardia Negra (42.º de Highlanders) acorralada, Quatre Bras
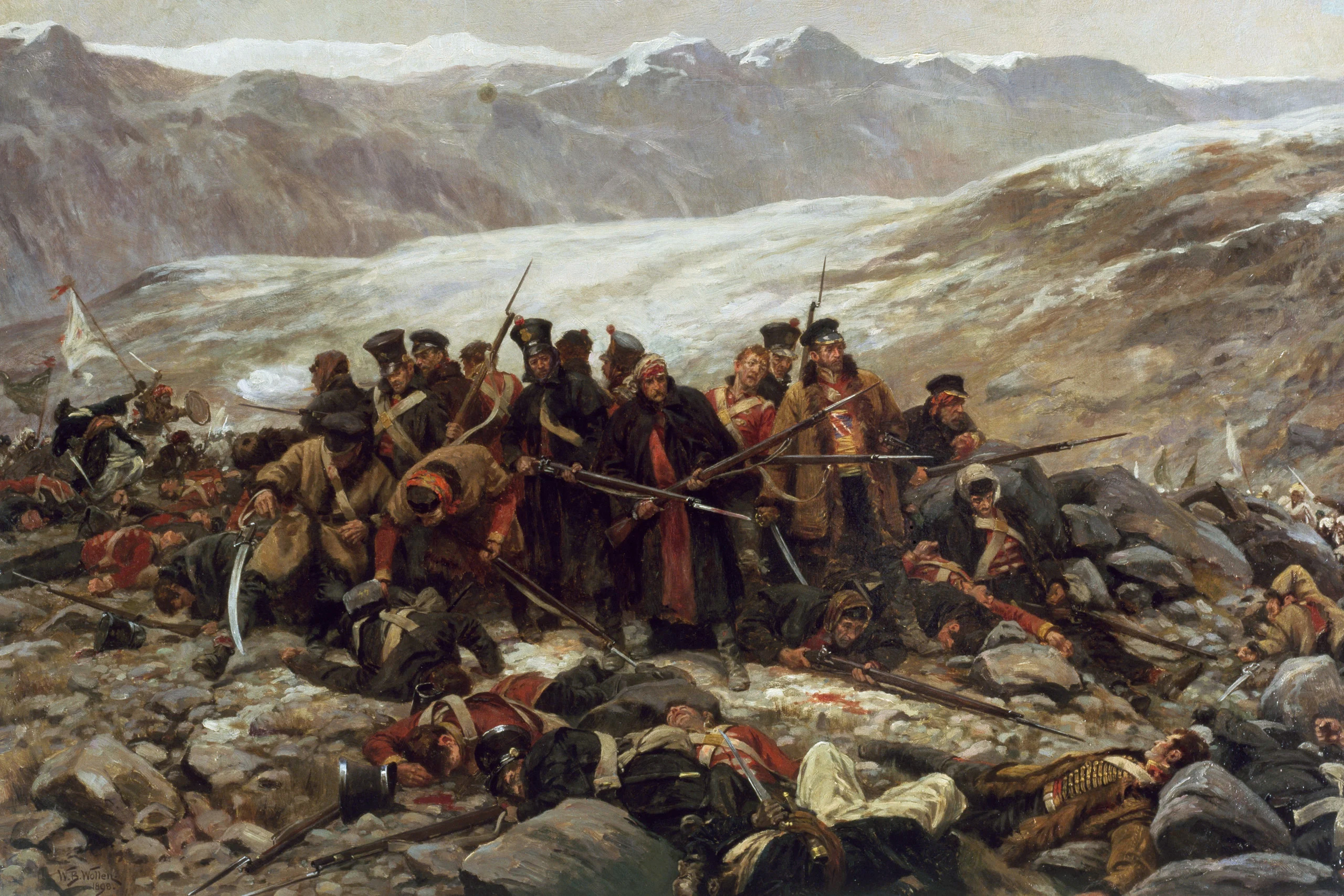
La última defensa de los supervivientes del 44.º de Infantería de Su Majestad en Gandamak
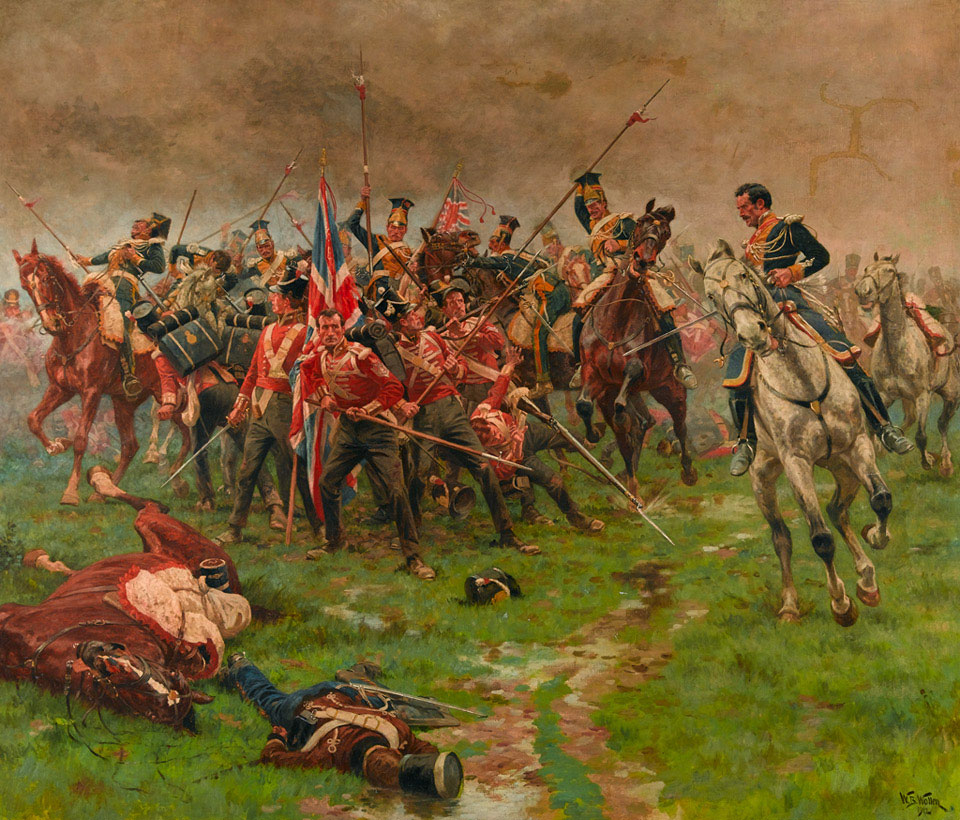
La bandera, Albuera, 16 de mayo de 1811
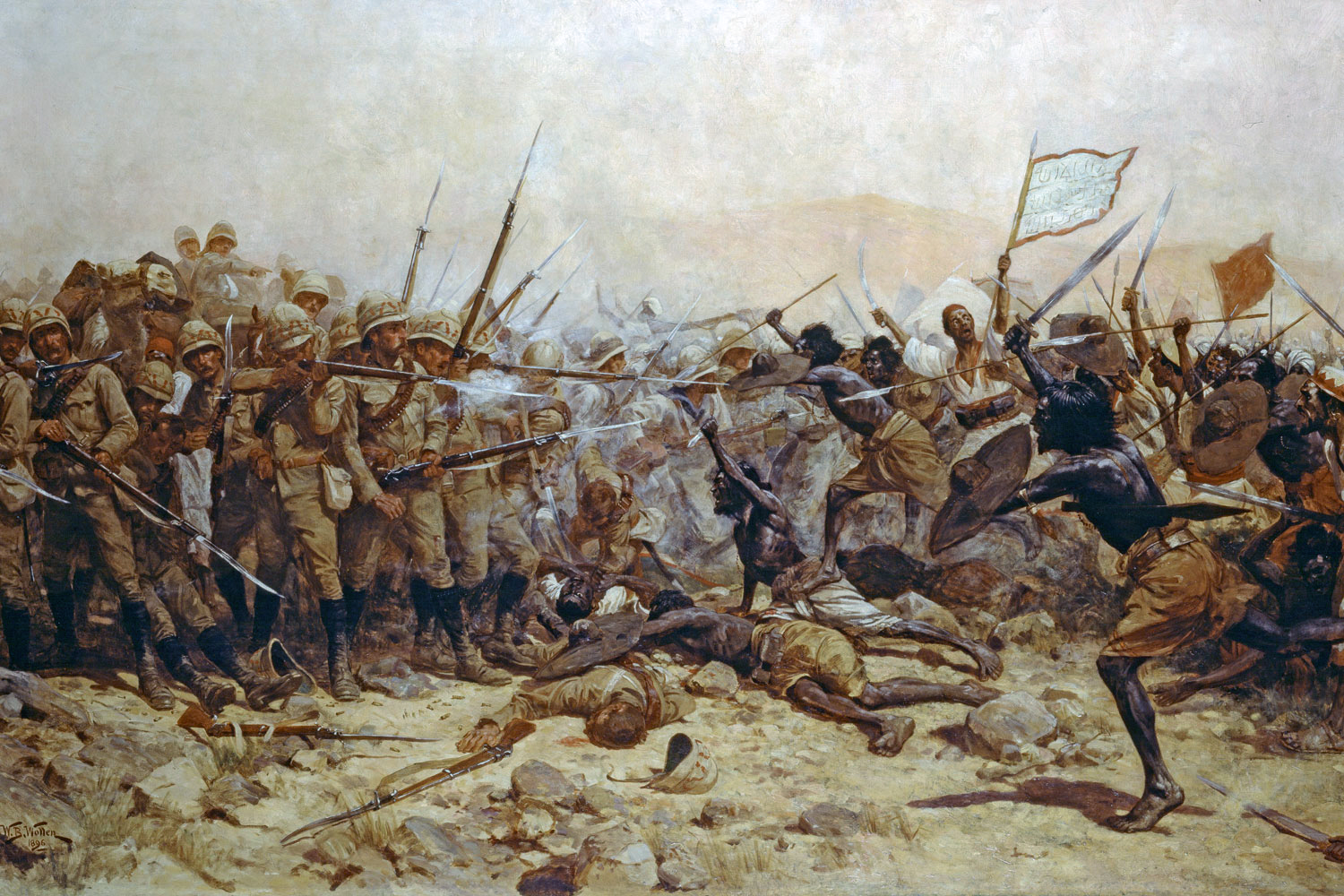
Batalla de Abu Klea